# Studzianka (Jeziorany)
Studzianka (deutsch Wonneberg) ist ein Ort in der polnischen Woiwodschaft Ermland-Masuren. Er gehört zur Gmina Jeziorany (Stadt-und-Land-Gemeinde Seeburg) im Powiat Olsztyński (Kreis Allenstein).

## Geographische Lage
Studzianka liegt in der nördlichen Mitte der Woiwodschaft Ermland-Masuren, 38 Kilometer südwestlich der früheren Kreisstadt Rößel (polnisch Reszel) bzw. 20 Kilometer nördlich der heutigen Kreismetropole und auch Woiwodschaftshauptstadt Olsztyn (deutsch Allenstein).

## Geschichte
1359 ist das Gründungsjahr des kleinen vor 1785 Wonnenberg genannten und später aufgrund seiner Ziegelei Bedeutung erlangten Dorfes, dem am 1. Oktober jenes Jahres die Handfeste verliehen wurde. Im Jahre 1785 wurde Wonneberg als königliches Dorf mit 34 Feuerstellen erwähnt, 1820 ebenso mit jedoch 38 Feuerstellen bei 192 Einwohnern.
Von 1874 bis 1945 war Wonneberg in den Amtsbezirk Freudenberg (polnisch Radostowo) im ostpreußischen Kreis Rößel eingegliedert.
371 Einwohner waren im Jahre 1885 in Wonneberg registriert, im Jahre 1910 waren es 379, und im Jahre 1933 belief sich die Zahl der Einwohner auf 359, im Jahre 1939 auf 366.
In Kriegsfolge wurde 1945 das gesamte südliche Ostpreußen an Polen abgetreten. In diesem Zusammenhang erhielt Wonneberg die polnische Namensform „Studzianka“ und ist heute eine Ortschaft im Verbund der Stadt- und Landgemeinde Jeziorany (Seeburg) im Powiat Olsztyński (Kreis Allenstein), von 1975 bis 1998 der Woiwodschaft Olsztyn, seither der Woiwodschaft Ermland-Masuren zugehörig.

## Kirche
Bis 1945 war Wonneberg in die evangelische Kirche Seeburg (Ostpreußen) (polnisch Jeziorany) in der Kirchenprovinz Ostpreußen der Kirche der Altpreußischen Union, außerdem in die römisch-katholische Kirche Fleming (polnisch Frączki) im damaligen Bistum Ermland eingepfarrt.
Heute gehört auch Studzianka zur römisch-katholischen Pfarrei in Frączki (Fleming), das nun dem Erzbistum Ermland zugeordnet ist. Die evangelischen Einwohner halten sich zur Christus-Erlöser-Kirche Olsztyn (Allenstein) in der Diözese Masuren der Evangelisch-Augsburgischen Kirche in Polen.

## Verkehr
Studzianka liegt verkehrsgünstig an einer Nebenstraße, die bei Studnica (Schönborn) von der Woiwodschaftsstraße 593 abzweigt und bis nach Frączki (Fleming) führt. Eine Bahnanbindung besteht nicht.